# Crowley, Texas
Crowley là một thành phố thuộc quận Tarrant, tiểu bang Texas, Hoa Kỳ. Năm 2010, dân số của xã này là 12838 người.

## Dân số
- Dân số năm 2000: 7467 người.
- Dân số năm 2010: 12838 người.